# Antiche unità di misura del circondario di Faenza
Sono qui riportate le conversioni tra le antiche unità di misura in uso nel circondario di Faenza e il sistema metrico decimale, così come stabilite ufficialmente nel 1877.
Nonostante l'apparente precisione nelle tavole, in molti casi è necessario considerare che i campioni utilizzati (anche per le tavole di epoca napoleonica) erano di fattura approssimativa o discordanti tra loro.

## Misure di lunghezza
| Comuni                                                  | Denominazione    | Valore   | Unità |
| ------------------------------------------------------- | ---------------- | -------- | ----- |
| Tutti i comuni meno Castel Bolognese e Riolo            | Braccio da panno | 0,638490 | m     |
| Tutti i comuni meno Castel Bolognese e Riolo            | Braccio da tela  | 0,719743 | m     |
| Faenza, Solarolo                                        | Piede            | 0,479771 | m     |
| Castel Bolognese                                        | Braccio da panno | 0,724735 | m     |
| Castel Bolognese                                        | Braccio da tela  | 0,643481 | m     |
| Castel Bolognese                                        | Piede            | 0,479771 | m     |
| Brisighella                                             | Piede            | 0,505022 | m     |
| Riolo, Brisighella                                      | Braccio          | 0,640039 | m     |
| Riolo                                                   | Piede            | 0,483730 | m     |
| Bagnara, Casola Valsenio, Castel del Rio, Fontana Elice | Braccio          | 0,639350 | m     |
| Bagnara, Casola Valsenio, Castel del Rio, Fontana Elice | Piede            | 0,439661 | m     |
| Tossignano                                              | Braccio          | 0,638490 | m     |
| Tossignano                                              | Piede            | 0,439661 | m     |

Le Braccia mercantili si dividono in 12 once.
I piedi si dividono in 10 once.
Le tavole edite nel 1850 in Roma per cura del Dicastero del Censo attribuiscono al Comune di Castel Bolognese un piede eguale a metri 0,480632, ma il municipio indica d'uso locale lo stesso piede di Faenza, e quindi necessariamente la tornatura ed il piede cubo.

## Misure di superficie
| Comuni                                                              | Denominazione | Valore    | Unità |
| ------------------------------------------------------------------- | ------------- | --------- | ----- |
| Faenza, Solarolo, Castel Bolognese                                  | Tornatura     | 2301,8002 | m²    |
| Bagnara, Casola Valsenio, Castel del Rio, Fontana Elice, Tossignano | Tornatura     | 1933,0161 | m²    |
| Brisighella                                                         | Tornatura     | 2550,4712 | m²    |
| Riolo                                                               | Tornatura     | 2339,9486 | m²    |

La tornatura si divide in 100 tavole.
Secondo le tavole del 1803 la tornatura di Brisighella sarebbe di are 25,8241711.

## Misure di volume
| Comuni                                                              | Denominazione | Valore  | Unità |
| ------------------------------------------------------------------- | ------------- | ------- | ----- |
| Faenza, Solarolo, Castel Bolognese                                  | Piede cubo    | 110,434 | L     |
| Brisighella                                                         | Piede cubo    | 128,804 | L     |
| Riolo                                                               | Piede cubo    | 113,190 | L     |
| Bagnara, Casola Valsenio, Castel del Rio, Tossignano, Fontana Elice | Piede cubo    | 84,987  | L     |

Il piede cubo è di 1000 once cube.

## Misure di capacità per gli aridi
| Comuni                                          | Denominazione | Valore  | Unità |
| ----------------------------------------------- | ------------- | ------- | ----- |
| Faenza, Solarolo                                | Corba         | 72,6335 | L     |
| Brisighella                                     | Corba         | 69,0581 | L     |
| Castel Bolognese                                | Corba         | 78,6448 | L     |
| Tossignano, Fontana Elice                       | Corba         | 87,0194 | L     |
| Bagnara, Casola Valsenio, Castel del Rio, Riolo | Corba         | 68,8686 | L     |

La corba di Faenza si divide in 2 staia, lo staio in 4 ottave.
Secondo le tavole 1855 edite in Roma a cura del Dicastero del Censo, concordi colle tavole del 1803, la corba da grano di Faenza sarebbe di Litri 69,9876. Il municipio però ha dichiarato che la corba da grano in uso era eguale alla soma da vino, e quindi eguale a litri 72,6335. In Faenza si usava anche una cassella pari a litri 33,15.
La corba di Brisighella si divide in 4 casselle.
La corba di Castel Bolognese si divide in 2 staia, lo staio in 8 quartiroli.
La corba di Solarolo è indicata nelle tavole del 1855 eguale a Litri 73,0746, ma il municipio ha indicata come di uso locale la corba di Faenza.
La corba di Tossignano si divide in 3 staia.
La corba di Bagnara si divide in 2 staia, lo staio in 4 quartiroli.

## Misure di capacità per i liquidi
| Comuni                                                                     | Denominazione  | Valore   | Unità |
| -------------------------------------------------------------------------- | -------------- | -------- | ----- |
| Faenza, Solarolo                                                           | Soma da vino   | 72,6335  | L     |
| Brisighella                                                                | Soma da vino   | 74,1324  | L     |
| Castel Bolognese                                                           | Corba da vino  | 78,5931  | L     |
| Tossignano, Fontana Elice                                                  | Corba da vino  | 73,1750  | L     |
| Bagnara, Castel del Rio, Casola Valsenio, Riolo                            | Corba da vino  | 74,6758  | L     |
| Faenza, Brisighella, Castel Bolognese                                      | Libbra da olio | 0,395330 | L     |
| Bagnara, Casola Valsenio, Castel del Rio, Tossignano, Fontana Elice, Riolo | Libbra da olio | 0,396130 | L     |
| Solarolo                                                                   | Libbra da olio | 0,399180 | L     |

La soma da vino di Faenza, e le corbe da vino di Castel Bolognese e Bagnara si dividono in 60 boccali.
La soma da vino di Brisighella e la corba da vino di Tossignano si dividono in 50 boccali.
Le tavole romane del 1855 attribuiscono al comune di Solarolo una corba speciale da vino eguale a Litri 73,0746, ma il municipio afferma invece che si usava una corba eguale a quella di Faenza, che in Solarolo si divideva in 50 boccali.
Le libbre da olio si dividono in metà, terzi, quarti.

## Pesi
| Comuni                                                                     | Denominazione     | Valore  | Unità |
| -------------------------------------------------------------------------- | ----------------- | ------- | ----- |
| Faenza, Brisighella, Castel Bolognese                                      | Libbra mercantile | 361,851 | g     |
| Faenza, Brisighella, Castel Bolognese                                      | Libbra medicinale | 325,665 | g     |
| Bagnara, Casola Valsenio, Castel del Rio, Riolo, Fontana Elice, Tossignano | Libbra            | 362,583 | g     |
| Solarolo                                                                   | Libbra            | 365,373 | g     |

La libbra si divide in 12 once, l'oncia in 8 ottavi.
I farmacisti dividono la libbra in 12 once, l'oncia in 8 dramme, la dramma in 3 scrupoli, lo scrupolo in 24 grani.